# Paul Bucy
Pour les articles homonymes, voir Bucy.
Paul Clancy Bucy, né le 13 novembre 1904 à Hubbard, dans l’Iowa, aux États-Unis et mort le 22 septembre 1992 est un médecin neurologue, neurochirurgien et neuropathologiste américain.

## Biographie
Il fait ses études de médecine à l'université de l'Iowa, puis devient assistant du neurochirurgien Percival Bailey (1892-1973) à l’université de Chicago. Au début des années 1930, il se rend en Europe où il se perfectionne en neurologie auprès de Gordon Morgan Holmes (1876-1965) à Londres et d’Otfrid Foerster (1874-1941) à Breslau. En 1941, il est nommé professeur de neurologie et de chirurgie neurologique à l’université de l'Illinois à Chicago et durant la Seconde Guerre mondiale il est consultant médical pour l’U.S. Army.
De 1954 à 1972, Bucy est professeur de neurochirurgie à l’Université Northwestern puis, il est nommé professeur de neurologie et de chirurgie neurologique à la Bowman Gray School of Medicine à Winston-Salem. En 1972, il crée la revue Surgical Neurology dont il reste rédacteur en chef jusqu'en 1987.
Paul Bucy est connu pour sa description, avec le psychologue Heinrich Klüver (1897-1979) du syndrome de Klüver-Bucy, qui réalise un désordre comportemental causé par un dysfonctionnement de la partie médiale des lobes temporaux. Les deux chercheurs ont été capables de reproduire ce syndrome clinique sur des singes rhésus en pratiquant des lobectomies des deux lobes temporaux. Bucy est aussi l’auteur, avec Percival Bailey, d'importants travaux de recherche sur les tumeurs cérébrales, notamment les oligodendrogliomes et les méningiomes.

## Œuvres
- (en) The precentral motor cortex. Urbana: Univ. of Illinois Press, 1944 (2nd ed. 1949)
- (en) Neurosurgical giants: feet of clay and iron / ed. Paul C. Bucy. New York [u.a.]: Elsevier, 1985.  (ISBN 0-444-00939-6).
- (en) Modern neurosurgical giants / ed. Paul C. Bucy. New York [u.a.]: Elsevier, 1986.  (ISBN 0-444-01083-1)

## Sources
- (en) Cet article est partiellement ou en totalité issu de l’article de Wikipédia en anglais intitulé « Paul Bucy » (voir la liste des auteurs).

- (de) Cet article est partiellement ou en totalité issu de l’article de Wikipédia en allemand intitulé « Paul Bucy » (voir la liste des auteurs).